# Osmanisch-Safawidischer Krieg (1578–1590)
Der Osmanisch-Safawidische Krieg von 1578 bis 1590 war eine militärische Auseinandersetzung zwischen dem persischen Safawiden-Reich, zunächst unter Mohammed Chodabanda, später unter Abbas I., und dem osmanischen Reich unter Murad III.

## Kriegsverlauf
Die Osmanen begannen den Krieg mit dem Ziel Aserbaidschan und den Kaukasus zu besetzen. Dabei eroberten sie Tiflis (1578), Kars und Täbris (1585). Georgien wurde als abhängiger Vasallenstaat dem Reich eingegliedert. Als Folge waren die Osmanen in der Lage, Aserbaidschan und den Kaukasus bis zum Kaspischen Meer zu beherrschen.
Ein Friedensvertrag wurde am 21. März 1590 in Istanbul abgeschlossen, in dem Persien die osmanischen Eroberungen akzeptierte und versprach, die schiitische Propaganda in osmanischen Territorien sowie die Verfolgung von Sunniten im eigenen Land zu beenden.
Der Beginn des osmanisch-safawidischen Krieges lenkte das osmanische Interesse vorübergehend von europäischen Angelegenheiten ab. In Europa hatte das osmanische Reich zuvor ein Bündnis mit Frankreich geschlossen und den niederländischen Aufstand gegen die spanischen Habsburger unterstützt.